# Scelotes farquharsoni
Scelotes farquharsoni — вид сцинкоподібних ящірок родини сцинкових (Scincidae). Ендемік Південно-Африканської Республіки. Описані у 2020 році.

## Поширення і екологія
Scelotes farquharsoni відомі з типової місцевості, розташованої на схід від лісу Кудені в провінції Квазулу-Наталь.